# Frederic Guillem I de Prússia

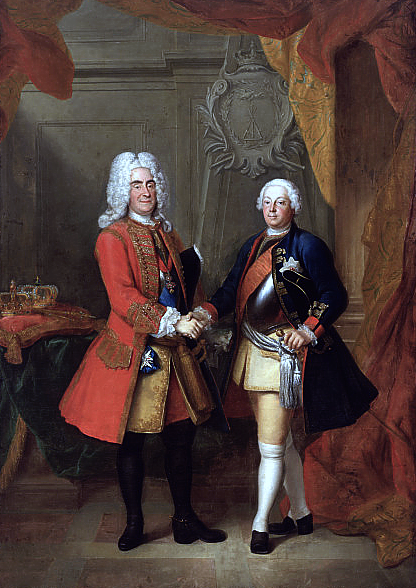
August II de Polònia i Frederic Guillem I de Prússia.

Frederic Guillem I de Prússia (Königsberg, actual Kaliningrad, 14 d'agost, 1688 - Berlín, 1740) fou rei de Prússia des de 1713 i fins a 1740.

## Política exterior
Pel que fa a la política exterior, va guanyar parts de l'Alta Geldern en la pau d'Utrecht el 1713 i parts de la Pomerània Occidental amb els Tractats d'Estocolm el 1720. Va constituir exèrcit fort, amb el qual només va anar a la guerra una vegada, però li va valer el sobrenom de Rei Soldat. Pel que fa a la política interior, Friedrich Wilhelm I assegurava una cort frugal i una administració estricta. Va fer una política econòmica mercantilista i religiosa tolerant. Va emetre la patent d'immigració el 1732, amb la qual va admetre uns 15.000 protestants de Salzburg perseguits a Prússia, va rebre atenció a tot Europa.

## Elector i príncep hereu Friedrich Wilhelm (1688–1713)

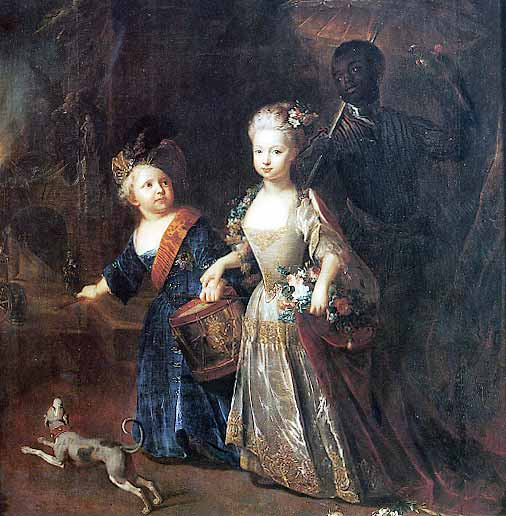
Frederic el Gran quan era un infant

Fill del primer rei de Prússia el monarca Frederic I de Prússia i de la princesa Sofia Carlota de Hannover. Era net per via paterna de l'elector Frederic Guillem de Brandenburg i de la princesa Lluïsa Enriqueta de Nassau i per via materna de la princesa Sofia del Palatinat, neta del rei Jaume I d'Anglaterra i del duc Ernest August I de Brunsvic-Lüneburg, serà precisament aquesta la línia hannoveriana per la qual els electors de Hannover es convertiran en reis d'Anglaterra el 1713.

## A la cort de Hannover
Friedrich Wilhelm va ser l'anhelat hereu del tron després que el seu germà gran, el príncep elector Friedrich August, morís el 1686. El nen, en total contrast amb el pare, tenia una constitució forta. Poc després del naixement, hi va haver tensions entre l'elector i la seva dona pel que fa als principis educatius. En els primers anys de la seva vida, de 1689 a 1692, Friedrich Wilhelm es va criar a la cort de Hannover de la seva àvia, la posterior electora Sofia de Braunschweig-Lüneburg. Fins i tot de petit, va destacar pel seu caràcter tossut i impulsiu i també va mostrar un comportament molt rebel, gairebé desafiant. Es va portar malament amb el seu cosí i company de jocs, Jordi, que més tard es va convertir en rei de Gran Bretanya i elector de Hannover i era cinc anys més gran que ell. Com a resultat, els dos van desenvolupar una enemistat personal durant tota la vida.

## Escola i educació
Després del seu retorn de Hannover, Friedrich Wilhelm va ser cuidat com a institutriu per l'hugonota Marthe de Montbail, més tard Madame de Roucoulle, que més tard també va criar el seu fill Friedrich i no va aprendre alemany al llarg de la seva vida. Com la majoria dels seus companys, Friedrich Wilhelm parlava un alemany més aviat pobre i senzill, intercalat amb moltes paraules franceses. Chamberlain Eversmann va ser la seva subgobernadora. Friedrich Wilhelm va oprimir les dues dones d'una manera torturadora. Per exemple, una vegada es va empassar una sivella de sabates platejada i daurada, que afortunadament es va poder excretar amb un laxant. Una altra vegada, per evitar el càstig, es va enfilar a l'ampit d'una finestra i va deixar clar a les dues dones espantades que si no li perdonaven el càstig, es tiraria a terra.

La mare va malcriar el seu fill. Es va desenvolupar en total contrast amb les opinions corteses i representatives del seu pare, i va desenvolupar una aversió a qualsevol tipus de pompa que veiés a la cort del seu pare:
| « | "Frederic Guillem també va rebutjar el règim barroc del seu pare, que estava determinat per estrictes cerimònies corteses, dependents i caracteritzades per canvis de favorits." | » |

– Peter Baumgart
| « | "Frederic Guillem va mostrar la seva antipatia llançant finalment al foc una bata feta de teixit daurat que havien intentat obligar-lo a portar. D'altra banda, es va estirar al sol amb la cara untada de greix per tal d'aconseguir una cara de soldat marró i marcial en una fase inicial." | » |

– Karl Eduard Vehse
Tampoc no li agradava l'estil de vida artístic i filosòfic de la seva mare:
| « | "Cada cop es feia més evident que l'adolescent era aliè i cada cop més hostil cap al món espiritual de la seva mare i la sofisticada i una mica morbosa cultura de la cort." | » |

– Peter Baumgart
Així que va rebutjar l'estil de vida dels seus pares des del principi.
El 1694 va rebre el comandament d'una cavalleria i un regiment d'infanteria, fet que el va familiaritzar amb el món militar des de la infància.
El febrer de 1695, es va nomenar el tinent general Alexander von Dohna, com a governador responsable de la seva formació. Les instruccions educatives preveien una combinació de diferents elements de les idees d'August Hermann Francke i Gottfried Wilhelm Leibniz. Com que el príncep electoral no sabia llegir ni escriure als nou anys, el 1697 la seva mare va assegurar que l'anterior mestre inadequat Cramer, nomenat per Eberhard von Danckelman, fos substituït per l'hugonot Jean Philippe Rebeur. Tots dos asseguraven que el príncep elector rebé una educació estrictament calvinista. Les classes van tractar de llatí, francès, història, geografia, genealogia, matemàtiques, estudis militars i retòrica. Tanmateix, el Príncep Electoral va desenvolupar una gran antipatia per una gran part de les ciències, que va expressar, entre altres coses, en atacs físics al professor, però d'altra banda va desenvolupar una comprensió dels afers de l'estat. Davant el malbaratament quasi incontrolat a la cort, quan tenia deu anys, va començar el seu propi llibre de despeses. A més del sentit de l'estalvi, el sentit dels afers militars es va desenvolupar cada cop més. En lloc de jugar al parc del castell, va comprovar la roba i l'armament dels sentinelles.
El Nadal de 1698, el seu pare li va regalar la finca de Wusterhausen pel seu desè aniversari perquè pogués gestionar-la de manera independent com a propietari. Aquí va aprendre els principis econòmics bàsics d'una gestió reeixida, que després va transferir amb èxit a l'estat prussià. A partir d'aleshores, el pavelló de caça va ser el centre de la vida de l'elector i posteriorment príncep i rei hereu, que li va servir de refugi de la magnífica cort de Berlín. A Wusterhausen, Friedrich Wilhelm tenia una petita guàrdia privada, format pels fills pressionats dels súbdits de la finca. Aquesta unitat va formar el nucli per al posterior (1710) "Langen Kerls". El batalló de granaders de Wusterhausen aviat va comptar amb més de 600 homes.
En el seu primer viatge educatiu al nord dels Països Baixos l'any 1700, va conèixer Guillem III, governador dels Països Baixos i rei d'Anglaterra. En aquest viatge va obtenir impressions duradores de la cultura protestant burgesa tolerant.
Friedrich Wilhelm, que va rebutjar constantment les aspiracions del seu pare com a malbaratament de diners, va rebre el títol de príncep d'Orange quan va ser coronat rei de Prússia el 1701, com a nou príncep hereu de Prússia, al qual podia reclamar a través de la seva àvia Lluïsa Enriqueta de Nassau i d'Orange, i el pressupost personal va augmentar de 26.000 tàlers a 36.000 tàlers. A finals de 1702, l'educació de Friedrich Wilhelm va ser assumida pel major major Albert Konrad von Finckenstein.
Durant l'auto coronació de Frederic III. Per al rei Frederic I, les lliçons per a Frederic Guillem es van cancel·lar fins al maig de 1701, ja que, per descomptat, va haver de participar en la magnífica processó de coronació a Königsberg.
El 1702 el príncep hereu de catorze anys esdevingué membre del Consell Privat d'Estat, i un any més tard membre del Consell de Guerra. Fins a la seva presa de possessió, el príncep hereu va participar en moltes reunions, adquirint un gran coneixement detallat de les qüestions internes del govern i de l'exèrcit. La mala gestió del "Gabinet dels Tres Comtes" sota el lideratge de Johann Kasimir Kolb von Wartenberg no li va passar desapercebuda. Encara que Friedrich Wilhelm es va fer cada cop més crític amb el govern del seu pare, no hi va haver cap conflicte entre pares i fills perquè la importància pròpia del príncep hereu va prohibir la resistència oberta al monarca.

## La majoria d'edat

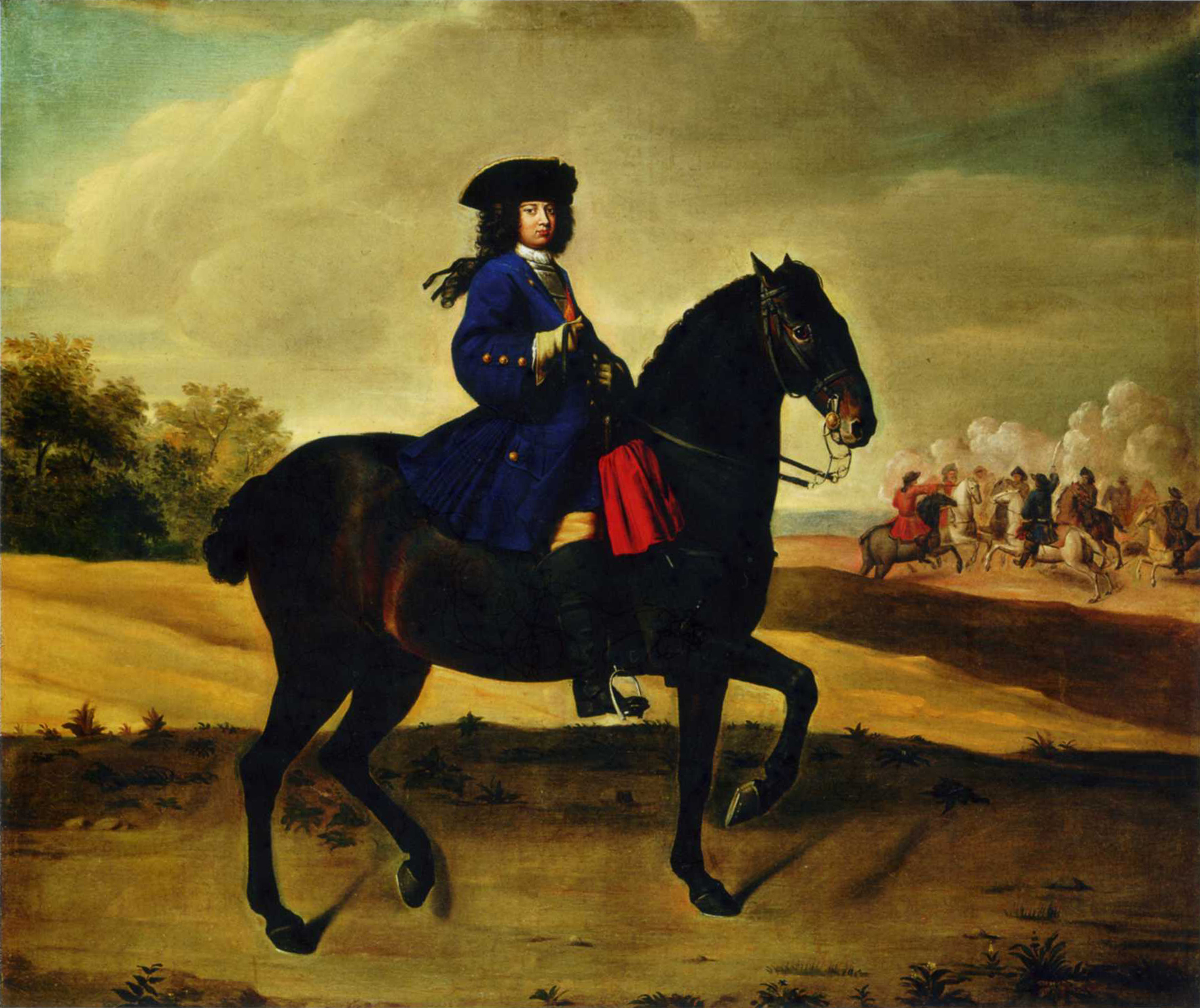
Friedrich Wilhelm sobre un cavall Schlobitten, 1706

Friedrich Wilhelm com a príncep hereu, 1705

El 1704 el príncep hereu de setze anys va ser declarat major d'edat. El mateix any va fer ampliar el seu castell de Wusterhausen per a 23.000 tàlers i s'hi va traslladar com a residència judicial cada any des de finals d'agost fins a principis de novembre. En deu anys va convertir l'abandonada finca de Wusterhausen en un model de negoci autosuficient. Va veure la ciutat de Wusterhausen com un estat en miniatura. Aquí va provar a petita escala el que després va fer a gran escala. Aquí es va plasmar la seva manera de governar, administrar i manar.
Un any més tard, Friedrich Wilhelm va ser nomenat alcalde de Charlottenburg el 1705. El seu segon viatge educatiu l'hivern de 1704/1705, que el va portar de tornada a Holanda, va ampliar els seus horitzons. Els dos viatges van reforçar la seva perspectiva puritana i burgesa i van tenir un impacte durador en el seu gust arquitectònic. Els edificis posteriors del rei, com el barri holandès de Potsdam, estan influenciats pel seu temps a Holanda. En el segon viatge va ser sorprès per la notícia de la mort de la seva mare, i va tornar el febrer de 1705. El 14 de juny de 1706 es va comprometre amb la seva cosina Sophie Dorothea, amb qui es va casar el 14 de novembre de 1706 a "Cölln an der Spree". El príncep hereu, que sovint demanava permís al seu pare per anat al front, va poder participar per primera vegada en la campanya de Flandes a la Guerra de Successió el juliol de 1706. Aquí va provar a la pràctica allò que havia practicat a casa seva a la seva finca amb el seu regiment privat. Durant les seves visites de camp, Friedrich Wilhelm va passar, segons les seves pròpies paraules, els dies més feliços del seu temps com a príncep hereu. De maig a juliol de 1708, quan el seu pare, el rei Frederic I, es trobava a Karlsbad per a una cura, Friedrich Wilhelm va assumir la primera governació. Els poders es limitaven només a assumptes judicials i estatals en curs.
A finals d'abril de 1709, el príncep hereu va iniciar una altra campanya, aquesta vegada durant diversos mesos. Durant aquest temps va assegurar exercicis intensius per als regiments prussians, que els comandants de les tropes aliades presents van notar amb sorpresa i ridiculització incomprensibles. La participació de Friedrich Wilhelm a la batalla de Malplaquet, la batalla més sagnant de la Guerra de Successió de l'11 de setembre de 1709, va ser per a ell la coincidència més feliç de la seva vida, que va celebrar cada any a partir d'aleshores. Les campanyes van establir una amistat de per vida amb Leopold I d'Anhalt, el Vell Dessauer, que des d'aleshores havia format part del cercle d'assessors de Friedrich Wilhelm.
Quan el sofriment de Prússia es va fer insuportable el 1710 a causa de la Gran Pesta a Prússia Oriental i la mala gestió del Gabinet dels Tres Comtes, el jove de 22 anys Friedrich Wilhelm va persuadir el seu pare perquè creés una comissió d'investigació que finalment va descobrir tota la corrupció. Aquesta va ser la primera vegada que Friedrich Wilhelm va intervenir activament en l'alta política.
Un any més tard, a l'estiu de 1711, el rei va viatjar a Holanda per negociar diplomàtiques. Friedrich Wilhelm va ocupar el seu segon govern. Aquí va experimentar la impotència militar de Prússia quan les tropes russes van marxar pel territori prussià sense que se li demanés que lluités contra Suècia a la Gran Guerra del Nord. Així es va vulnerar la neutralitat de Prússia, sense que Prússia pogués defensar-s'hi, ja que les seves tropes estaven lligades lluny de casa en la Guerra de Successió. Aquest incident va reforçar la creença del príncep hereu que hauria d'esforçar-se per la seva pròpia força, independentment dels subsidis estrangers.
Gràcies a la seva formació molt pràctica, el príncep hereu ja tenia idees fermes sobre les seves futures tasques a l'estat, l'economia i l'exèrcit abans d'assumir el govern.

## Friedrich Guillem I com a rei (1713-1740)
Sobirà absolut

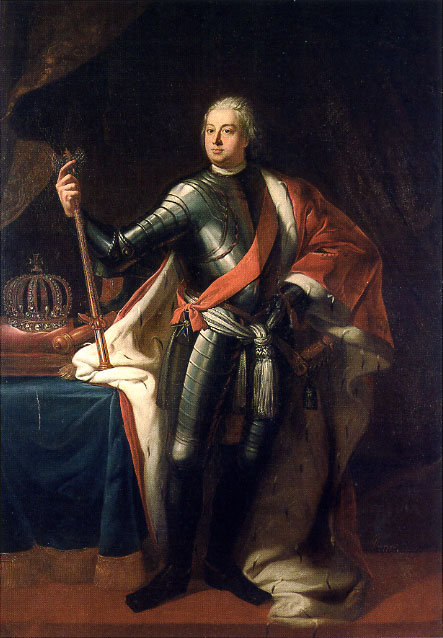
Friedrich Wilhelm I (retrat de Samuel Theodor Gericke, 1713)

Amb la mort del seu pare el 25 de febrer de 1713, Frederic Guillem I es va convertir en rei. Contràriament a la tradició, va mantenir els seus dos noms fins i tot com a rei. La cerimònia funerària del difunt rei encara es va celebrar amb la pompa i l'esplendor habituals de l'època de Frederic I, però poc després va començar un canvi:
| « | "El monarca va disposar que l'arqueta privada del difunt, ricament plena, fos segura, així com la seva preciosa col·lecció de joies, els magnífics mobles i la plata dels nombrosos palaus de Berlín i els seus voltants." | » |

– Peter Baumgart
L'accés al poder de Frederic Guillem I va ser únic pel que fa als canvis. Era radical i militarista, com el mateix Friedrich Wilhelm.
| « | "La finca va romandre com estava durant sis mesos, després es va canviar completament. Qui volia guanyar-se el favor del rei havia de posar-se un passamuntanyes i una cuirassa tothom era oficial i no quedava cap rastre; El major general von Grumbkow va arribar al capdavant del negoci i va tenir la plena confiança del rei i del príncep Leopold d'Anhalt-Dessau." | » |

– Margraví Guillermina de Bayreuth
Friedrich Wilhelm I es veia a si mateix com un governant absolutista i es va fer càrrec de la gestió dels afers de l'estat. Quan va prendre el càrrec, va dir a alguns ministres que no demanava "ni consell ni raonament, sinó obediència". Va descriure com un principi per a cada governant que "ha de fer ell mateix tots els seus afers" i va advertir al seu successor: "El bon Déu us ha posat al tron no per ocios, sinó per treballar".
El rei exercia el govern des de les seves cambres privades, el gabinet. Friedrich Wilhelm és un dels monarques més treballadors de la història mundial; Treballant al seu escriptori durant hores cada dia, sovint tota la nit, consultava els informes rebuts dels ministres i solia prendre les decisions sol. Aquestes consistien o bé en les anomenades marginalia introduïdes per ell o bé en les ordres del gabinet que els secretaris formulaven segons les instruccions que donava i que així lliuraven a la Direcció General.

Poc després de la coronació, Grumbkow va ser nomenat tinent general i més tard ministre principal de pressupost i guerra. Tots els negocis importants van passar per les seves mans i la seva influència va augmentar enormement amb el contacte diari amb el rei. Amb el permís del rei, va poder dirigir una llar extravagant, en contrast amb l'austeritat de la resta de la cort. Tenia uns ingressos de 36.000 tàlers l'any. Però la seva creixent arrogància per governar fins i tot sobre el rei i la reina va esgotar fins i tot la paciència de Frederic Guillem. Va morir el 1739. Quan el rei va rebre la notícia de la mort de Grumbkow, només va dir:
| « | "Ara la gent finalment deixarà de dir que Grumbkow ho fa tot! Si hagués viscut catorze dies més, l'hauria detingut". | » |

– Friedrich Wilhelm I.
Friedrich Wilhelm I era un home de treball. Si bé el seu avi havia adquirit minuciosament la Pomerània Occidental i havia incorporat els estats de Magdeburg i Klevian a l'estructura estatal de Brandenburg-Prussia, va veure la seva tasca principal en el treball detallat, en la consolidació d'aquest estat mitjançant el complement i l'ampliació de l'exèrcit i la creació d'un sistema eficient i fiable funció pública professional. Friedrich Wilhelm I va ser un treballador d'un treball increïble i també va exigir als seus funcionaris tot allò humanament possible amb les paraules: "Has de treballar, tal com he fet constantment. Un governant que vol governar el món amb honor ha de fer totes les seves coses, perquè els governants neixen per treballar, no per viure vides ocioses." Així, l'estalvi i el treball incansable es van convertir en els principis inalterables d'aquest rei; el concepte de deure era guiava les seves decisions. Va escriure al seu conseller i confident proper, el príncep Leopold d'Anhalt-Dessau: "L'eslògan en aquest món no és més que inquietud i treball, i si no fiques el nas a cada brutícia, les coses no sortiran com haurien de ser.". I així com aquest rei no tenia pietat per si mateix, tampoc hi havia pietat pels seus súbdits. La  nota manuscrita «cito, citissime» (llatí per a «ràpidament, el més ràpid possible») era temuda per tothom.
Els pilars del seu estat eren un exèrcit poderós i unes finances ordenades, els primers, encara més importants perquè la Prússia aleshores s'estenia des del Rin fins a la llacuna de Curonia amb fronteres incertes. A causa de les seves reformes integrals, Friedrich Wilhelm I ha estat referit en els estudis històrics com "el rei interior més gran de Prússia".

## Política econòmica i financera
Cap al 1700, Prússia era un estat predominantment agrícola i fragmentat geogràficament, les parts individuals del país del qual gairebé no tenien relacions econòmiques entre elles. L'artesania, la manufactura i el comerç només es van desenvolupar parcialment. Els productes acabats cars van entrar al país en detriment dels productors nacionals i els diners van sortir del país. Per tal d'aturar la sortida de recursos financers a l'estranger, promoure el desenvolupament de l'economia nacional i protegir-la, el rei va introduir el mercantilisme a Prússia. Les fronteres estaven en gran part tancades al comerç exterior en la mesura que aquest es podia mantenir en el territori fragmentat. La casa bancària i comercial Splitgerber & Daum es va beneficiar del suport reial, mentre que l'empresa Krefeld Von der Leyen a l'aïllat oest de Prússia no va gaudir de l'interès ni de l'ajuda del rei, però va poder desenvolupar-se amb èxit amb més llibertat a partir de les regulacions.
El mercantilisme a Prússia va servir per construir una indústria més eficient. "Seria millor que el diable estalviés el meu temps que no pas que tanta gent es convertís en captaires i jo em fes ric". El rei de Prússia no era considerat principalment un monarca per la gràcia de Déu, sinó més aviat, fins a cert punt, el titular d'un "ofici", una "funció" donada per Déu.
Una altra clau per al desenvolupament econòmic del rei va ser enfortir l'agricultura. Per tant, va fer ampliar la superfície conreada mitjançant mesures de recuperació i millora, de manera que al final del seu regnat, un terç de la superfície agrícola i forestal de Prússia eren dominis reials, l'organització dels quals també va racionalitzar. Els ingressos dels dominis van ascendir a 2,6 milions de tàlers l'any 1740, amb els ingressos estatals de 7,4 milions de tàlers. El rei també va permetre a la noblesa ampliar les seves propietats al 40-60 per cent de la superfície del país i va ampliar els seus poders legals. El Junker prussià controlava paternalment els seus agricultors a "Ostelbien" com a propietari, jutge, senyor de l'església i oficial. Tanmateix, va haver de pagar impostos sobre la propietat, no va ser compensat per cap vida cortesana i ja no tenia cap influència en la representació dels estaments en l'estat absolutista.
Una idea calvinista-capitalista es fa visible en Friedrich Wilhelm I. Va prescriure que tothom, inclosa la noblesa, fos zel pel treball, l'estalvi, el treball dur i la lleialtat al deure. Per expandir Berlín i promoure l'economia, va ordenar als rics que construïssin cases; Nombrosos palaus aristocràtics, per exemple a Pariser Platz i a Wilhelmstrasse (Berlin-Mitte), es van construir segons les seves instruccions. Va fer acabar l'armeria de Berlín iniciada pel seu pare. Berlín, que només es va fusionar el 1709, es va ampliar significativament amb nous suburbis com Friedrichstadt i Luisenstadt i va passar de 55.000 a 79.000 habitants el 1740. Els grans arquitectes berlinesos de la seva època van ser Jean de Bodt i Philipp Gerlach.
Quan va morir el 1740, Frederic Guillem I va deixar enrere una llar lliure de deutes i un tresor nacional de 2 milions de tàlers, que estaven emmagatzemats en botes al celler del Palau de Berlín. El 85% de la despesa estatal, que ascendia a 7 milions de tàlers el 1740, es destinava a l'exèrcit, mentre que la despesa de la cort només representava l'un per cent del pressupost de l'estat.

## Retallades pressupostàries
A principis de 1713, la salut de Frederic I es va deteriorar notablement. La cort de Berlín es va preocupar perquè es podia estimar que el canvi de tron canviaria radicalment la cort i que molts beneficiaris nobles perdrien la vida. El rei va morir el 25 de febrer de 1713. Friedrich Wilhelm, que havia estat amb el seu pare moribund fins al final, li va portar el pressupost com a primer acte oficial després de sortir de la sala de mort, perquè pogués ser ràpidament ratllat i declarat nul.
Va fer un funeral pompós al seu pare, tal com havia desitjat el difunt. Es va mostrar amb la corona, fet que va deixar clar a tothom el nou equilibri de poders. Va decidir no fer una costosa cerimònia de coronació com la del seu pare.
Poc després de completar les cerimònies de dol pel seu difunt pare, va canviar radicalment el seu fastuós govern. Al principi es va centrar en la reestructuració financera i la reducció del deute. El motiu bàsic de la política governamental de Friedrich Wilhelm era no dependre, com el seu predecessor, dels subsidis de potències estrangeres per poder mantenir un gran exèrcit permanent. Per tant, calien noves fonts financeres per al tresor estatal.

El nou rei era conscient de les seves diferències amb el seu pare:
| « | "El meu pare trobava plaer en edificis esplèndids, grans quantitats de joies, plata, or i magnificència exterior; permeteu-me que també tingui el meu plaer, que consisteix principalment en una multitud de bones tropes". | » |

– Friedrich Wilhelm I: adreçant-se als seus ministres; informat per l'enviat holandès Lintelo
El 27 de febrer, el rei designat va anar a Wusterhausen i va començar a elaborar el programa de govern. Amb només quatre dies en va tenir prou. Per tal d'abaixar el deute nacional de 20 milions de talers del pare, van ser el resultat acomiadaments massius i retallades salarials radicals a casa seva. Va aconseguir reduir els costos judicials de 276.000 a 55.000 tàlers i reduir els rangs a la cort de 142 a 46.
Dels 24 castells del seu pare, Frederic Guillem I només en conservava sis els altres van ser arrendats o venuts. El jardí de plaer es va convertir en un pati d'armes, es van utilitzar columnes de pedra com a materials de construcció, les estàtues de bronze es van fundir en canons. Es va dissoldre la capella de la cort, es van vendre o subhastar els valuosos vins, la capa de la coronació, els carruatges, els cavalls, les cadires de berlines, la plata i els mobles. L'estalvi en costos de manteniment judicial va fer que el tribunal es reduís i va provocar que alguns proveïdors del tribunal perdessin diners o fins i tot fessin fallida. Les irritacions provocades per la reducció de l'impost al consum (impost especial) es van superar al cap d'un any.
Les acadèmies ja no rebien finançament i l'òpera va ser tancada. Amb el tall cultural clar, va començar un èxode sobtat d'artistes de Berlín.
Friedrich Wilhelm va prohibir les exuberants perruques llargues i, en canvi, va ordenar la trena del soldat. En comptes de robes magnífiques, ara s'imposava el simple abric de soldat. Amb aquest programa radical, el rei va acabar ràpidament amb la pompa i el luxe que abans havien prevalgut. Ningú es va atrevir a manifestar-se obertament contra l'austeritat per por del rei. Les mesures d'austeritat només eren impopulars entre els afectats per elles. Quan es tractava de mesures d'austeritat, no es va aturar en ell mateix. Només vivia en cinc de les 700 habitacions del Palau de Berlín. Dues plantes van ser suficients per servir-li personalment.

## Centralització de la gestió financera
Per mantenir un gran exèrcit permanent, es necessitaven més recursos econòmics. Una reorganització del sistema financer abans fragmentat i ineficaç era un requisit previ. Quan el govern va prendre possessió, el pressupost financer es va dividir en una part civil i militar. La part civil del pressupost s'estenia en dues grans àrees, la tresoreria general del domini -per a l'administració general- i l'arqueta, que servia al tribunal. L'arqueta estava formada pels ingressos dels béns que pertanyien personalment al rei, els ingressos de la prestatgeria de la moneda i els ingressos del servei postal. La tresoreria del domini obtenia els seus ingressos dels dominis i boscos que no pertanyien a l'arqueta. El cofre general de guerra rebia els seus ingressos dels ingressos fiscals generals (principalment impostos especials i contribucions). Una gran part dels fons es destinava a l'exèrcit i una petita part a l'administració de l'estat.

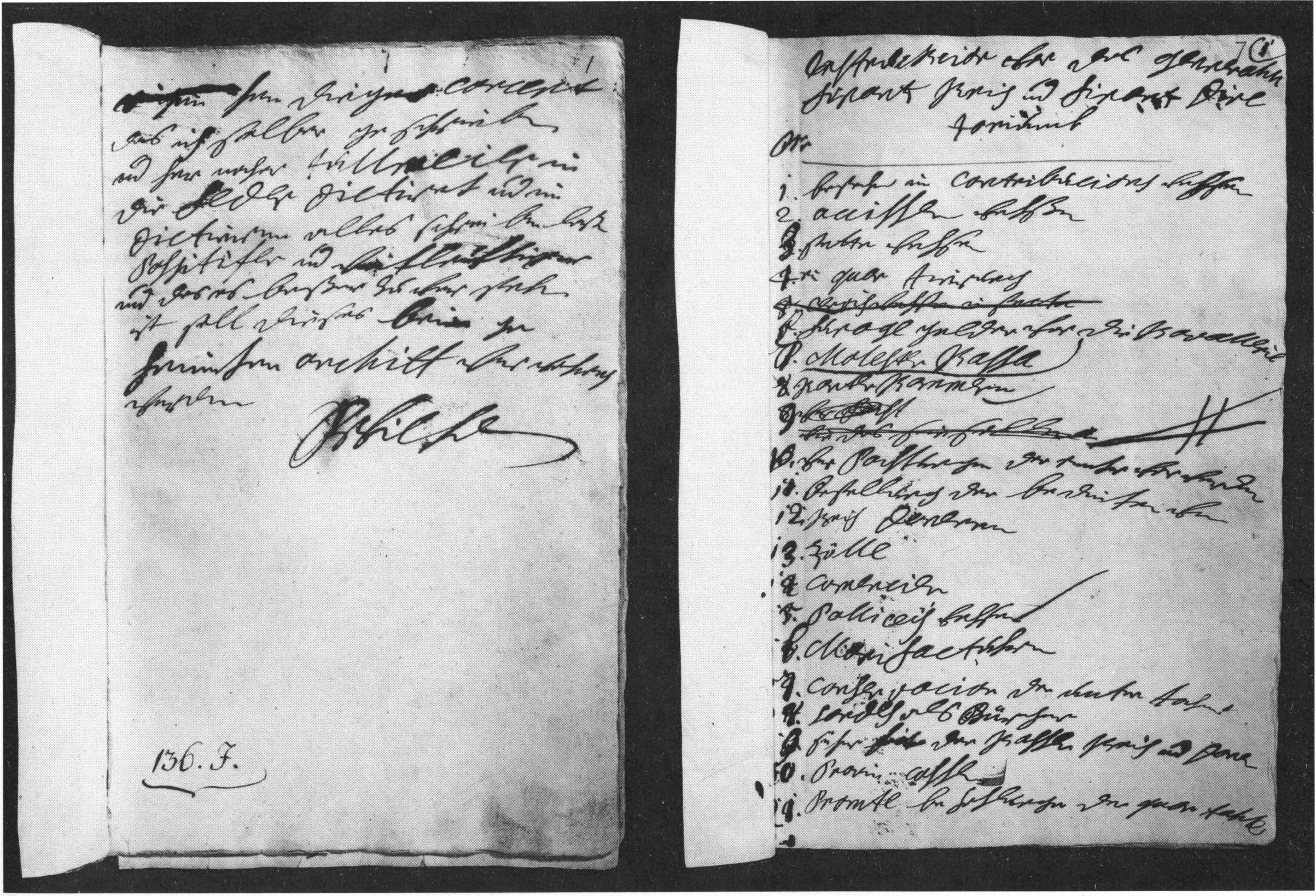
Instruccions manuscrites de Friedrich Wilhelm de 1722 per a la Direcció General, Arxius Estatals de Merseburg

La primera unificació de l'administració financera va seguir el 13 d'agost de 1713, quan els béns de l'arqueta reial abans privats es van convertir en béns de domini i es va declarar indivisible i inalienable tota la propietat reial de la terra. Per tal de garantir uns ingressos fixos i previsibles per a l'estat, Friedrich Wilhelm el va llogar als ciutadans per a la seva gestió. L'agost de 1713, el rei va crear una direcció general central de finances per a tots els ingressos del domini. A causa de l'obligació d'augmentar els ingressos, aquest va entrar en competència amb el cofre general de guerra.
Per tal de superar la rivalitat entre les autoritats fiscals i militars, Friedrich Wilhelm les va unir a finals de 1722 sota la "General-Ober-Finanz-War- und Domainen-direktion" (en resum: Direcció General). Amb la fusió de les autoritats, el rei va aconseguir una administració extremadament magra. Es va mantenir el principi col·legial i la competència departamental i es va introduir la jornada fixa. En fer-ho, el rei va fundar la funció pública prusiana, les característiques funcionals de la qual es derivaven de les virtuts de la pietat pietista i van suposar una ruptura amb la tradicional arrogància de classe feudal.

## Població i reconstrucció de Prússia
El rei Friedrich Wilhelm va fer grans esforços per reconstruir la Prússia Oriental, que havia quedat despoblada per la pesta de 1709 i, per tant, havia quedat desolada.

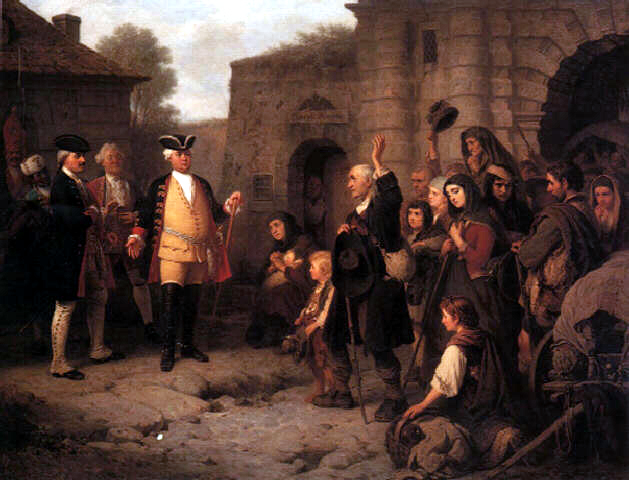
Recepció dels protestants de Salzburg a Berlín el 30 d'abril de 1732

Quan l'arquebisbe de Salzburg Leopold Anton von Firmian va expulsar els protestants que vivien a la seva zona l'hivern de 1731, Friedrich Wilhelm va utilitzar això per a la "repopulació". El 2 de febrer de 1732, Friedrich Wilhelm I va emetre la «Patent d'invitació», un edicte en el qual va prometre als exiliats que els acceptaria a Prússia «per misericòrdia reial cristiana i sincera pietat». Al principi va voler permetre només deu mil refugiats al seu territori, però va canviar  i va acabar acceptant un nombre il·limitat. Amb gran atenció i participació activa del públic alemany, una processó aparentment interminable de persones desplaçades es va traslladar per Alemanya fins a Berlín, on els va saludar el maig de 1732 davant de l'església del poble de Zehlendorf amb les paraules "Per a mi, fills nous, per a vosaltres, una pàtria suau". Friedrich Wilhelm I va establir els exiliats de Salzburg a Prússia Oriental com a part del seu gran projecte de població. Va declarar «Respecto les persones abans que la riquesa més gran», i així Prússia es considerava el poder protector de tots els protestants.

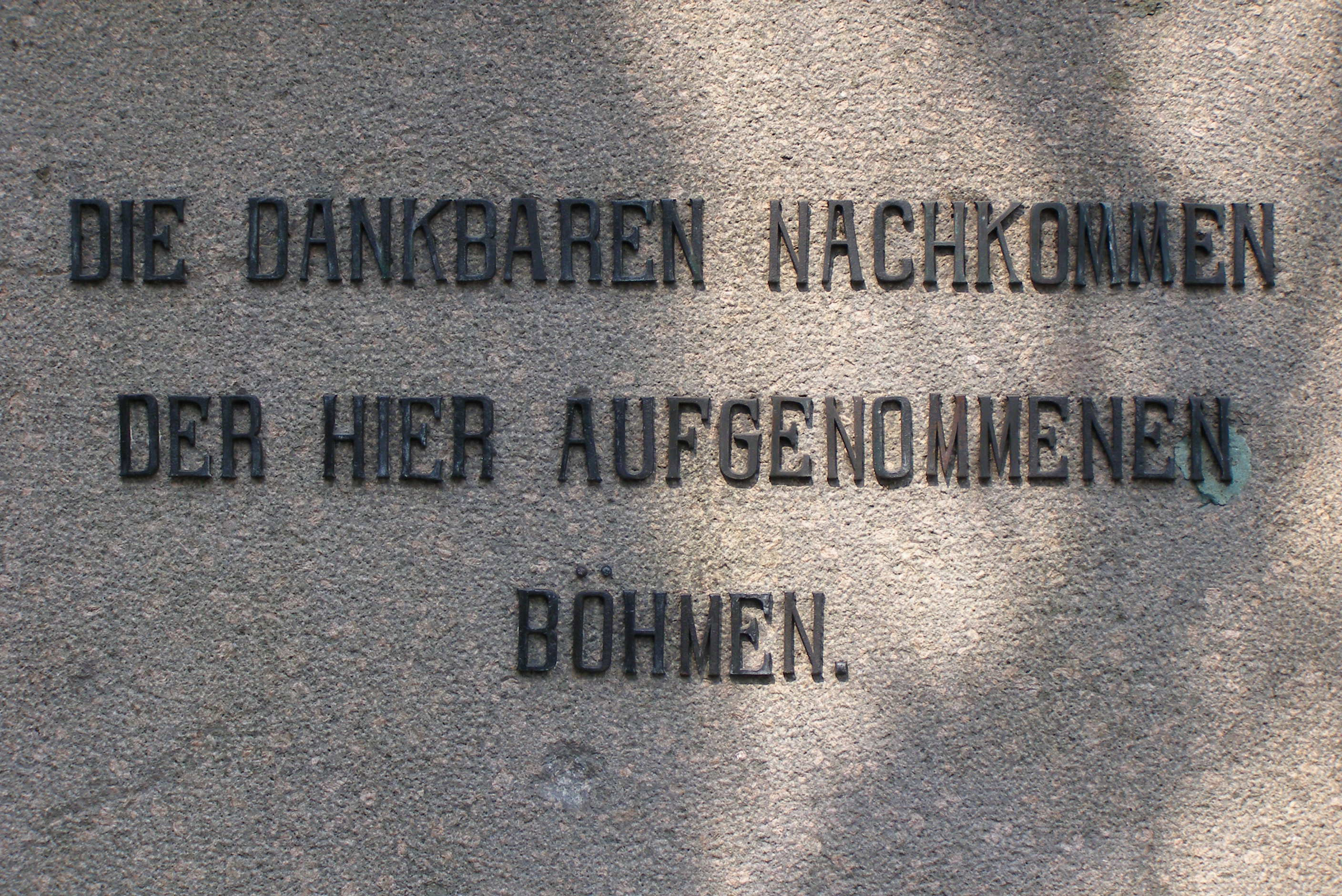
Placa commemorativa a Böhmisch-Rixdorf, Berlín

Una altra mesura per a la reconstrucció de la Prússia Oriental va ser la fundació de la Granja Trakehnen el 1732.
Hi va haver més mesures de població el 1732, quan molts protestants, descendents de la Unitat de Germans, van haver d'abandonar la seva pàtria bohèmia. Friedrich Wilhelm I els va concedir asil i els va establir a Böhmisch-Rixdorf, prop de Berlín, fora de les muralles de Berlín. A Rixdorf, en agraïment a Frederic Guillem I, van aixecar l'estàtua que mostra el rei en aquest costat. Van adjuntar una placa commemorativa a la base que diu: "Els agraïts descendents dels bohemis van acceptar aquí".
No obstant això, el seu interès pels immigrants es va limitar al seu valor afegit social assumit per al seu estat pobres errants com els vagabunds "i altres criats inútils" se'ls prohibia la permanència al país; Els gitanos tenien estrictament prohibit entrar al país, fins i tot sota l'amenaça de mort a la forca.
Va ocupar la capital de Pomerània Stettin, que havia estat destruïda pel Gran Elector el 1677 durant la guerra sueca-brandenburg, com a potència neutral en el setge de Stettin i finalment la va adquirir mitjançant la pau d'Estocolm el 1720. Va fer reconstruir la ciutat. com a ciutat fortalesa, administrativa i de guarnició, amb nombroses edificacions noves.

## Foment de la indústria tèxtil i de la llana
Per tal de promoure la producció de llana, que era important per a l'economia local, el nou rei va instal·lar el 1713 el magatzem de Berlín, una editorial tèxtil i una fàbrica amb l'ajuda de l'empresari Johann Andreas Kraut.

L'exportació de llana va ser prohibida el 1718/19 (sota pena de mort el 1723). El raonament:
| « | "Seria sens dubte la més gran injustícia mirar més temps com la llana que ha caigut a les nostres terres dona a molts estrangers l'oportunitat de guanyar-se la vida rica, mentre els nostres propis súbdits i treballadors de la llana es queden inactius per manca de llana i treball. Tot el país ha d'estar carregat de mendicitat, ja que la llana és gairebé l'únic mitjà, donada la naturalesa amable del mateix Our Churmark, per proporcionar feina i menjar a les persones ocioses i pobres, i alhora també proporcionar diners no només mantenir al país, però també portar alguna cosa a l'estranger". | » |

Presentació de la túnica oficial per als advocats
| « | "Per la present manem i ordenem amb tota serietat que els defensors portin abrics negres de llana, que vagin per sota del genoll, d'acord amb la nostra ordenança, perquè aquests brètols puguin ser reconeguts des de lluny." | » |

Es creu que aquesta ordre es atribuïda erròniament.

## Política militar
Friedrich Wilhelm I va donar a Prússia, amb els seus 1,6 milions d'habitants, una forta influència militar. De 1713 a 1740, el rei va ampliar l'exèrcit permanent del seu pare de 40.000 a més de 80.000 homes. Prússia es va convertir en la quarta potència militar més forta d'Europa per darrere de França, els Països Baixos i Rússia. En fer-ho, va aconseguir el seu objectiu de convertir la potència secundària secundària del seu pare, Prússia, en una potència militar independent i autosuficient a Europa. Les conseqüències van ser una militarització extensa de la vida quotidiana i l'alineació total de les necessitats de l'estat amb l'exèrcit, però també la posterior entrada de Prússia en el concert de les potències europees. Dos terços de l'exèrcit estaven formats per nens locals que estaven de baixa durant nou mesos a l'any i eren reclutats segons el sistema cantonal.
Un altre resultat important de la política militar de Frederic Guillem va ser la formació d'un cos tancat d'oficials aristocràtics per comandar l'exèrcit. El monopoli de la noblesa sobre les posicions d'oficials va tenir un efecte sobre les tropes prussianes i alemanyes fins al segle xx.
El mateix Frederic Guillem va ser el primer governant del seu temps a portar uniforme en tot moment. Fins i tot després de la seva mort, sense adonar-se'n va donar forma a la moda del cabell de tot Europa, perquè ja el 1713/14 havia introduït una perruca lleugera al seu exèrcit, en la qual els cabells llargs dels soldats no estaven en un sac, com a l'exèrcit francès, sinó embolicats amb una cinta negra de tafetà. Els rínxols d'aquesta perruca de suport ja no penjaven de les espatlles –com en les perruques allonges dels agents–, sinó que només arribaven a l'alçada de les orelles. Aquesta innovació tenia com a objectiu evitar que els cabells llargs i voladors solts s'incendiessin en manipular les pistoles de llumins. Els portadors estaven orgullosos de la seva trena, sobretot quan era gruixuda i llarga. No obstant això, la perruca trenada curta de sotsoficials i soldats ordinaris aviat va ser adoptada pels oficials i finalment fins i tot es va establir de manera civil. A partir de la dècada de 1760, la trena del soldat inventada per Frederick William era de rigor a tot Europa i les colònies (vegeu, per exemple, George Washington), és a dir, el pentinat obligatori de les classes altes fins a la Revolució Francesa i als exèrcits d'Europa fins a principis del segle XIX.

## Expansió de l'exèrcit
Durant el seu temps com a príncep hereu, el rei havia experimentat diverses vegades el que significava per a un estat quan no tenia un fort potencial d'amenaça militar. Els exèrcits estrangers van marxar a través del territori prussià diverses vegades sense permís. A més, Prússia va ser ignorada periòdicament per les altres potències en negociar les condicions de pau en les properes negociacions de pau, més recentment durant les negociacions de pau a Utrecht, en les quals Prússia només va rebre petits guanys territorials desproporcionats amb l'esforç. Tampoc s'han pagat els pagaments de subvencions dels seus aliats pendents des de fa anys.
El 1713, Friedrich Wilhelm va començar a ampliar l'exèrcit. Va augmentar la infanteria en 8.073 homes i la cavalleria en 1.067 homes, portant l'exèrcit prussià a una força de 50.000 homes. Els guàrdies que servien de representació es van convertir en gran part en regiments de camp, i la Guàrdia Suïssa es va dissoldre. Els primers anuncis van començar a mitjans de març, que sovint anaven acompanyats d'excessos per part dels anunciants. Paral·lelament, el rei va abolir el límit de la durada del servei, de manera que en teoria hi havia un risc de servei de tota la vida. El resultat d'aquestes mesures va ser un breu i massiu augment del nombre de joves que desertaven i fugien del país per evitar el servei militar. Al voltant de 1715 va donar a Jean de Bodt l'ordre d'enfortir la ciutadella de Wesel.[42]

## Paio llarg
El rei va prestar especial atenció al reclutament de joves alts («lange Kerls») per al seu regiment reial a Potsdam. És possible que aquesta fos també la seva gran passió personal. Tanmateix, hi havia una raó pràctica: el fusell de càrrega de boca, el Füsil, era més efectiu quan tenia un canó llarg. En conseqüència, només era fàcil de manejar per als homes alts. Pobre en recursos i persones, el país va haver d'augmentar inevitablement l'eficiència de les seves armes de foc per poder sobreviure contra els oponents.
Ja l'any 1712, quan el rei encara era príncep hereu, la caça d'homes de més d'1,88 metres d'alçada havia començat a tot l'imperi i a tot Europa. Per fer-ho, va enviar reclutadors a Hongria, Croàcia, Curlàndia i Ucraïna. El rei, que d'altra banda era estalviador en tots els àmbits, estava disposat a pagar grans quantitats de diners sense dubtar-ho. Un anomenat "hexàpode" domèstic li va costar 600 tàlers. Els homes de l'estranger que feien 1,92 metres d'alçada cobraven 3.000 tàlers. Entre 1713 i 1735 un total de 12 milions de tàlers en diners publicitaris van sortir a l'estranger. La paraula de la "passió pel col·leccionisme" del rei es va estendre per tot Europa. A més de les amenaces diplomàtiques de l'estranger per executar reclutadors prussians actius il·legalment, els diplomàtics estrangers van portar nois alts al rei com a obsequi per guanyar-se el seu favor. Així que els "enviaments" d'unes desenes de nois alts de París, Londres, Copenhaguen i Petersburg van arribar a Potsdam.
El rei va cuidar personalment de cadascun dels seus nois alts. Coneixia la història personal de tots, cobraven un sou més alt i rebien regals en forma de cases i terrenys. El cost anual del regiment reial era de 291.000 tàlers, en comparació amb els 72.000 tàlers d'un regiment d'infanteria normal.

## Cos d'oficials nobles
Per tal de donar una funció de substitució a la noblesa, que ara estava en gran part desemparada en l'estat absolutista, el rei va intentar lligar-los a la corona. Amb aquesta finalitat, el setembre de 1717 va constituir a Berlín el "Königlich Preußische Corps de Cadets", una institució central de cadets, a la qual va seleccionar personalment els joves nobles, tots ells registrats en un directori entre els 12 i els 18 anys. En fer-ho, va oferir a la descendència de les famílies nobles majoritàriament empobrides una perspectiva professional i social. A més d'una carrera a l'exèrcit, els cadets també tenien l'opció de funcionari. D'aquesta manera, el rei assegurava que la noblesa pogués participar en el seu estat en comptes de deixar-los en oposició política. Malgrat la forta resistència de la noblesa consolidada, el rei es va imposar en aquesta qüestió. El servei militar obligatori de la noblesa a l'exèrcit prussià va anar acompanyat d'una prohibició de servir en altres exèrcits.

## Creació del sistema cantonal
Per contrarestar les injustícies de la publicitat abans indiscriminada, Friedrich Wilhelm va crear el sistema cantonal el 1733. A cada regiment se li assignava una part específica del país (cantó) que havia de cobrir les seves necessitats de personal. Això va representar un precursor del reclutament general. Això va fer que el servei militar fos molt més previsible per a la població comuna, i l'èxode principalment dels joves del país va tornar a disminuir en el període següent. La noblesa va ser prohibida del servei militar fora de Prússia i, per tant, una font d'ingressos, al mateix temps, el rei va obligar a la noblesa a servir a l'exèrcit.

## Política exterior

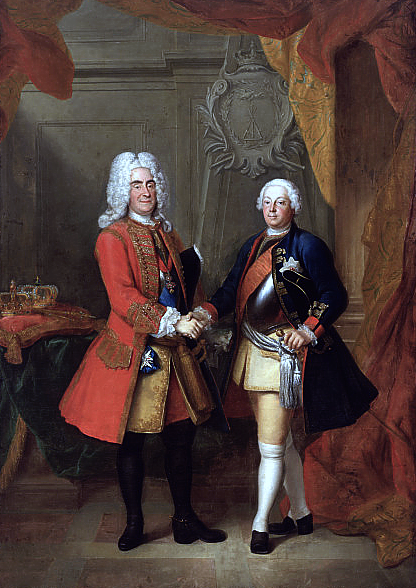
Friedrich Wilhelm visita la cort saxona

En un principi, Friedrich Wilhelm I va seguir el curs de neutralitat del seu predecessor. Quan el tsar Pere el Gran li va demanar que s'unís a l'aliança contra el rei suec Carles XII durant una visita a Berlín el març de 1713. volia traslladar-se durant la Gran Guerra del Nord, es va negar amb el motiu que necessitava un any per posar en ordre l'exèrcit i les finances. Acabada la Guerra de Successió, va abandonar el curs de la neutralitat i es va afegir a l'aliança. El seu objectiu era guanyar els territoris suecs al nord d'Alemanya (Pomerània sueca) i accedir a la important desembocadura de l'Oder per a Prússia. Els prussians van ocupar Stettin com a potència ocupant neutral.
Com Carles XII. Després de tornar de l'Imperi Otomà el novembre de 1714, Prússia va prendre el comandament suprem a Pomerània i va continuar la guerra Prússia va entrar activament en la guerra l'1 de maig de 1715. Sota el comandament de Frederic Guillem I, els prussians, danesos i saxons van assetjar la fortalesa sueca de Stralsund durant la campanya de Pomerània i la van prendre el 24 de desembre de 1715.
Amb els Tractats d'Estocolm conclosos amb Suècia el 21 de gener de 1720, Prússia va guanyar la ciutat de Stettin amb la zona entre l'Oder i el Peene, les illes de Wollin i Usedom, així com l'Oderhaff i les desembocadures del Swine i Dievenow. La curta campanya de 1715 va ser l'únic desplegament militar de l'exèrcit prussià durant el regnat del Rei Soldat.
El 1718, amb el pretext d'una execució imperial contra Mecklenburg-Schwerin, un exèrcit imperial (Àustria i Hannover-Gran Bretanya) de 50.000 homes va acampar a Prússia. Friedrich Wilhelm I no es va deixar desafiar i va callar. D'altra banda, va utilitzar l'execució imperial per extreure recursos de Mecklenburg ocupant algunes finques a Mecklenburg i gestionant-les durant dècades. El rei va mantenir contactes freqüents i intensos amb el seu veí del sud, l'Electorat de Saxònia.
Friedrich Wilhelm I va posar fi a l'experiment colonial del seu avi Friedrich Wilhelm, que Frederic I havia treballat intensament per mantenir, poc després que va prendre el càrrec. Sempre havia considerat que les ambicions africanes dels seus predecessors eren una "chimère". Després que la Guerra de Successió hagués fet impossible que els vaixells de Brandenburg arribessin a Àfrica, Frederick William va vendre les seves possessions d'Àfrica Occidental a la Companyia Holandesa de les Índies Occidentals el 18 de desembre de 1717 per 6.000 ducats i els va prometre per contracte que el seu país seria part de Guinea. Mai més va comerciar a la costa. En fer-ho, no només va augmentar el seu tresor nacional, sinó que també va reduir el risc d'entrar en conflicte amb les potències colonials d'Europa occidental. El lliurament de facto de Costa d'Or Brandenburguesa i Arguin als holandesos i francesos, respectivament, va tenir lloc violentament el 1721 i el 1724 a causa de complicacions locals.
Quan es tractava de política exterior, es considerava que el monarca tenia poca ambició i talent. El«Rei Soldat» també era conegut per la seva actitud poc bèl·lica, per la qual va ser ridiculitzat a les corts europees. Havia heretat del seu predecessor la seva única acció de combat a la Gran Guerra del Nord, i les experiències que va tenir allà i a la batalla de Malplaquet de jove no li van fer aparèixer la guerra com una opció política. Les guerres van costar molts diners i van fer malbé l'exèrcit que abans s'havia construït laboriosament.
Durant el seu regnat posterior es va interessar pels drets successoris als Ducat de Jülich i Ducat de Berg, la implementació dels quals era tradicionalment garantida per l'emperador. D'una manera gairebé sincera, va cortejar diverses vegades el favor de Carles VI, i va ser enganyat repetidament per ell. Quan el seu competidor de Wittelsbach Karl III. Philipp  també es va sentir traït pel seu nebot imperial, l'elector del Palatinat es va aliar ràpidament amb França i va romandre en possessió dels ducats renans.

## Política educativa
Com que Friedrich Wilhelm pensava d'una manera pràctica i pragmàtica, tenia poc ús per als estudiosos i les humanitats. Per tant, a banda de la teologia, només va promoure les ciències orientades a la pràctica.
Per acompanyar el desenvolupament econòmic, Friedrich Wilhelm I va instal·lar les primeres càtedres d'estudis de càmera a les universitats de Halle i Frankfurt (Oder). Va ser l'inici de la docència universitària d'economia. D'altra banda, les facultats que pràcticament no servien al país eren cada cop més assetjades per ell. El filòsof Christian Wolff a Halle, a qui el rei va acusar de soscavar la religió i, per tant, l'exèrcit, i l'advocat constitucional Johann Jacob Moser, a qui havia nomenat a Frankfurt (Oder), van deixar Prússia en risc de la seva vida.
Prússia es va convertir en un lloc per a la medicina avançada com a part dels subministraments de l'exèrcit. Un gran nombre de metges importants van servir a Friedrich Wilhelm. La Charité de Berlín es va convertir en el centre.

## Escolaritat obligatòria

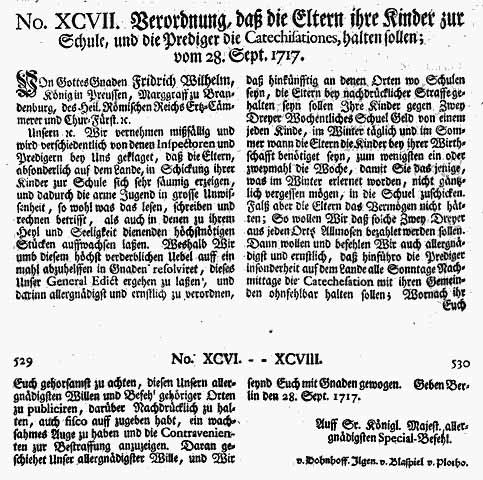
Reial decret pel qual s'introdueix l'educació general obligatòria a Prússia, 1717

El 28 de setembre de 1717, el rei va introduir per reial decret l'ensenyament elemental obligatori als estaments reials. Tots els nens d'entre cinc i dotze anys han d'anar a l'escola:
| « | "Sentim amb disgust i aquells inspectors i predicadors ens fan diverses queixes que els pares, sobretot al camp, arriben molt tard a enviar els seus fills a l'escola, i com a conseqüència els pobres joves estan en gran ignorància, no importa. el que llegeixes, escriviu i calculeu, així com en aquelles peces més necessàries que serveixin a la seva felicitat i coneixement." | » |

– Friedrich Wilhelm I.
Durant el seu regnat, el nivell general d'educació a Prússia va augmentar significativament. L'ensenyament obligatori promulgat l'any 1717 hi va contribuir de manera important, encara que no es va implantar immediatament de forma generalitzada a causa de l'estat dèbil i econòmicament pobre. El nombre d'escoles del poble va passar de 320 el 1717 a 1.480 l'any de la seva mort.

## Política social i religiosa
Encara que el mateix Frederic Guillem es va mantenir calvinista, va valorar el pietisme luterà i el va aplicar a l'estat i la societat prussiana. Va promoure els pietistes com a teòlegs universitaris i va contractar predicadors pietistes de camp a l'exèrcit, als quals va col·locar davant del prebost de camp Lambert Gedicke. L'Església estatal luterana va adoptar el nou esperit i el va convertir en propietat comuna per a la població mitjançant la predicació i les escoles que dirigia. L'estat de Prússia va treure una gran part de la seva elit posterior d'aquestes institucions i de la Universitat pietista de Halle. Friedrich Wilhelm també estava molt interessat en la renovació de l'Església dels Germans Bohemis a Herrnhut. Va estar en correspondència amb Nicolaus Ludwig von Zinzendorf durant molts anys i el va animar a ser ordenat bisbe.
El rei soldat va representar una política religiosa molt tolerant. El 1722, tal com se li va demanar, va permetre que els treballadors catòlics reclutats a Lieja per a la fàbrica de fusells reials prussians de Potsdam-Spandau practiquessin lliurement la seva religió i va fundar esglésies catòliques en ambdós llocs. Al principi es van instal·lar una sala de pregària al palau de la ciutat per als francesos que s'havien traslladat a la ciutat residencial de Potsdam i més tard es va construir l'església francesa sota el seu fill Frederic el Gran. Per als soldats musulmans que van arribar a Potsdam a través del duc de Curlàndia després de la guerra russo-turca l'any 1739, es va instal·lar una sala de pregària a l'orfenat militar perquè «els oficis lliures de l'església mahomedanes poguessin tenir lloc en una sala els diumenges després de la cercavila de l'església». Això fa que el rei soldat va ser el primer rei cristià d'Europa que va conccedir als musulmans construïssin una pròpia sala d'oració.
Les restriccions als jueus van continuar sota Friedrich Wilhelm. Igual que el seu pare i més tard el seu fill, pretenia explotar el poder econòmic, però també intentà limitar el nombre de jueus a Prússia. Per a l'obra missionera cristiana dels jueus, va donar suport a l'Institutum Judaicum et Muhammedicum sota la direcció del teòleg Johann Heinrich Callenberg a Halle des de 1728. El professor de filosofia de Halle Christian Wolff, que va ser acusat d'ateisme, va haver de renunciar al seu càrrec el 1723 i abandonar Prússia en 48 hores. Els seus escrits van ser prohibits fins al 1736.
L'establiment d'institucions socials com l'orfenat militar de Potsdam el 1724 o el magatzem reial es remunta, entre altres coses, a l'actitud religiosa del rei. Hi ha nombroses instruccions per a l'abolició de la servitud als dominis reials de Friedrich Wilhelm des del període comprès entre 1717 i 1723, però de fet amb prou feines es van implementar.
El 9 de gener de 1727, Friedrich Wilhelm I va ordenar la conversió d'un hospital en un hospital comunitari en un altre ordre del gabinet i va ordenar en una nota marginal: "La casa s'havia de dir la Charité". El primer director va ser el metge personal del rei, Johann Theodor Eller (1689–1760).

## Conflicte amb l'hereu al tron
El 1730, a causa dels plans de matrimoni de Friedrich Wilhelm, hi va haver una baralla entre ell i el seu fill i hereu al tron, Friedrich, que aleshores va voler fugir de Prússia, el que planejava des del 1729, juntament amb el seu amic tinent Hans Hermann von Katte del Regiment de Guàrdia de Gendarmes.
L'intent de fugida de Frederick va fracassar. Com a resultat, va ser empresonat a la fortalesa de Küstrin. El seu amic i ajudant de fugida Hans Hermann von Katte va ser executat. El rei va fer commutar la sentència contra Katte per la pena de mort per a donar un exemple. Els seus consellers els va costar dissuadir-lo de fer el mateix amb l'hereu al tron. Tanmateix, va obligar a Friedrich a veure l'execució del seu amic.
Les causes d'aquest greu conflicte familiar es trobaven en la preocupació de Friedrich Wilhelm I perquè el seu fill tornés a deixar anar l'obra de la seva vida. Va tenir als seus fills, i especialment a Friedrich, una educació estricta. Frederic havia de seguir els ideals del seu pare de rigor, incorruptibilitat, força i estalvi des del principi. Tanmateix, el fill sensible va buscar reiteradament refugi en la música i la literatura, fet que va provocar nombrosos conflictes entre pare i fill. En particular, el pare no acceptava la pintura ni la música com a art, la qual cosa significava que ja no era una base per a la comunicació entre tots dos.
La reconciliació entre pare i fill es va produir mentre Friedrich encara estava a la presó, i tot i que la relació continuava sent difícil, tots dos van poder-hi acceptar. Més tard, el rei va permetre que el seu fill es retirés al castell de Rheinsberg amb la seva dona i que hi cursés els seus propis estudis, cosa que va alliberar Frederic de les mans del seu pare.

## Fi de vida i lloc d'enterrament
A mesura que va anar creixent, Friedrich Wilhelm va patir atacs de gota i podòlegs, deguts al seu estil de vida poc saludable i a una predisposició hereditària. Ja gairebé no podia muntar a cavall i, cada cop havia d'utilitzar una cadira de rodes per moure's. El 31 de maig de 1740 va morir d'hidropesia al palau de la ciutat de Potsdam. El funeral va tenir lloc el 4 de juny a l'església de la guarnició de Potsdam. El seu fill Frederic II, més tard conegut com a Frederic el Gran, el va succeir com a rei de Prússia (rei de Prússia des de 1772).
Friedrich Wilhelm va ser enterrat a la cripta del Monument Reial de l'església de la guarnició de Potsdam en un simple sarcòfag metàl·lic sense cap decoració significativa. El rei va fer decorar la tomba senzilla i emblanquinada segons els seus desitjos a l'església que havia construït. Després de la mort de Frederic el Gran, el seu sarcòfag, contra la seva voluntat, va ser col·locat a la cripta de l'església de la guarnició, que es va convertir en una destinació turística popular.
El 1943, Hermann Göring va fer traslladar els taüts de Friedrich Wilhelm i Friedrich II a una sala a prova de bombes en vista dels nombrosos atacs aeris a Berlín; més tard van ser evacuats per davant de l'exèrcit roig que avançava. L'any 1945, els soldats nord-americans van descobrir els sarcòfags en una mina de potassa prop de Bernterode (Turíngia). Quan van sortir de Turíngia, van portar els taüts, inclòs el de Hindenburg, a l'església d'Elisabeth de Marburg. L'any 1952, el príncep Lluís Ferran va organitzar que els taüts dels seus dos avantpassats fossin portats al castell de Hohenzollern, prop de Hechingen, a la capella del Crist protestant. El 17 d'agost de 1991, el 205è aniversari de la mort del seu fill, ambdós taüts van ser traslladats a Potsdam, el taüt de Friedrich Wilhelm al mausoleu del Kaiser Friedrich, prop de l'Església de la Pau al parc de Sanssouci, i el taüt de Frederic II a Sanssouci, a la cripta que tenia, i que es va fer construir per ell mateix.

## Personalitat
En general, Frederic Guillem I era una persona amb contradiccions. D'una banda, un monarca amant de la pau, de l'altra, un militarista sense esperança, era "escampador del terror, sospitós, brutal, avar i amorós, complaent, honest i generós. Era un dèspota a la Russa, i una persona profundament religiosa i temerosa de Déu." Ell mateix semblava reconèixer les contradiccions. En tot cas, els va explicar o excusar:
| « | "Al llarg de la meva vida m'he vist obligat a adherir-me a dues passions que no tenia [sic!]: una era l'avarícia i l'altra una inclinació dissoluta pels grans soldats. Només a causa d'aquestes òbvies debilitats se'm va concedir l'oportunitat de recollir un gran tresor i reunir un exèrcit fort. Tots dos hi són, ara el meu successor ja no necessita màscara.". | » |

Completament atípic per a aquesta època, va donar una gran importància a la neteja i la higiene per evitar malalties infeccioses. Albergava una profunda antipatia per les convencions diplomàtiques i l'etiqueta cortesana, cosa que va afectar el seu estil de govern. Es considerava relativament poc educat; No sabia la llengua escrita correcta ni en alemany ni en francès, tot i que va créixer bilingüe. Va escriure fonèticament.

El rei va mostrar admiració per l'obra musical de George Frideric Händel. En els darrers anys de la seva vida, el monarca malalt es va dedicar a la pintura. Les seves obres, esbossades prèviament per pintors de la cort, es van crear principalment al castell de Kossenblatt, prop de Fürstenwalde i a (Königs) Wusterhausen, com a treball per compte propi:
| « | "Preferia la cuina casolana senzilla com la col blanca amb ventresca de porc, pèsols verds amb carbonat de xai, boca de vedella amb peus de vedella. Tanmateix, aquesta dieta no va ser beneficiosa per a la seva salut." | » |

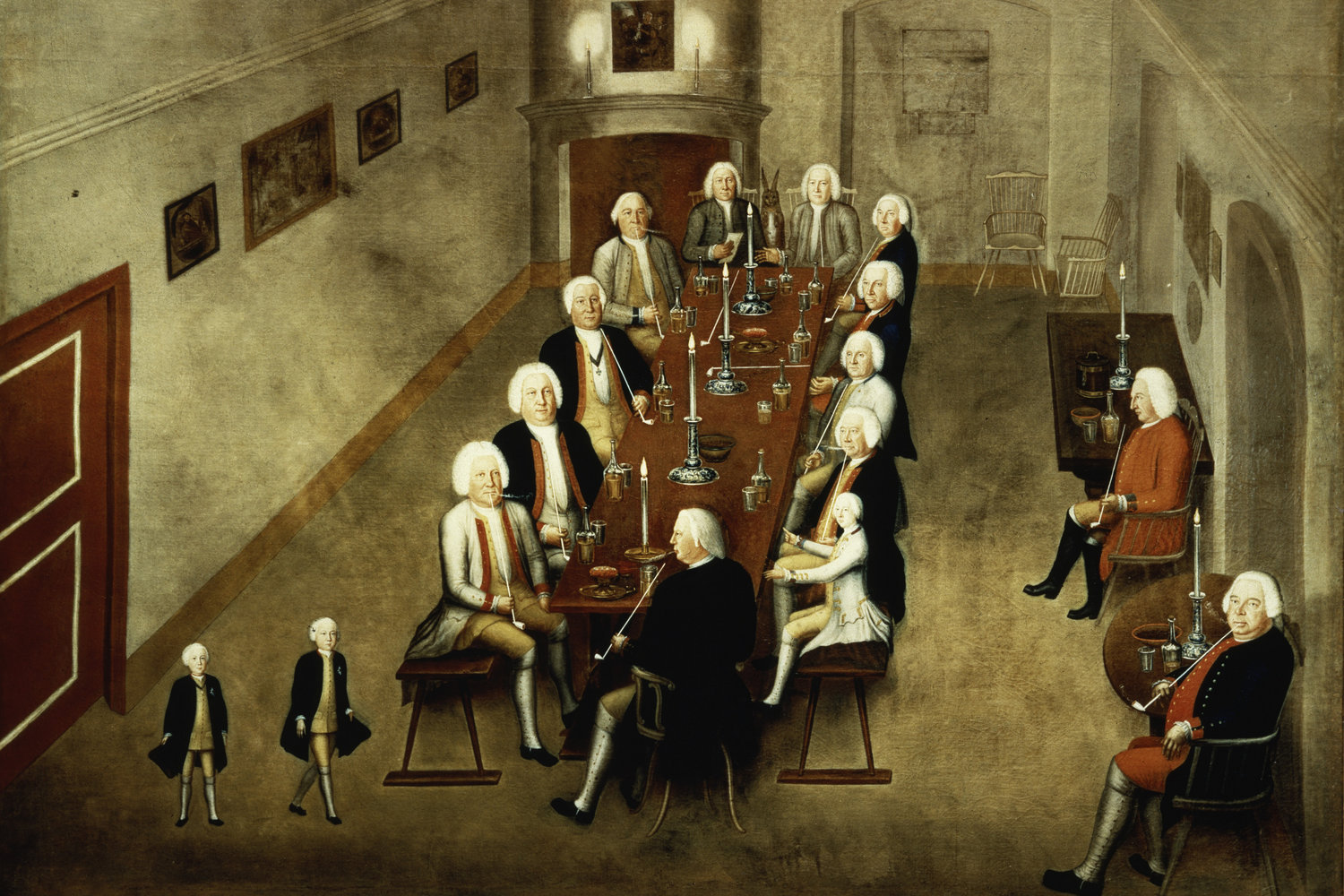
L'escola del tabac al castell de Königs Wusterhausen

Per al seu plaer privat, el rei visitava regularment un col·legi de tabac, que constava de vuit a dotze bevedors nocturns que mantenien un to aspre. Hi era el professor Jacob Paul von Gundling (1673–1731), un erudit privat i assessor del rei. Gundling mostrava una predisposició a la vanitat arrogant de l'erudit i una forta tendència a l'alcoholisme, combinada amb la impuresa. Això el va convertir en un objectiu benvingut per al ridícul pronunciat de Frederic Guillem I i els participants al "Tabakskollegiums". Gundling es va permetre convertir en un bufó gràcies al seu comportament. Fins i tot els seus contemporanis i les generacions posteriors d'estudiosos van veure això com un menyspreu general per la ciència per part de Friedrich Wilhelm I, de manera que el rei va fer enterrar Gundling en una bota de vi al cementiri de Bornstedt.

Contràriament als costums del seu temps, el rei no tenia mestresses. En les seves instruccions al seu successor des de 1722, va declarar les seves premisses per a un governant:
| « | "No tingueu mestresses, millor anomenades rellotges, i porteu una vida que vegi Déu; Aquests governants omplirien Déu amb totes les benediccions mundanes i espirituals (...) no beuen ni mengen una vida immodesta, (...) i tampoc admeten [que vol dir: permetre] que no entrin comèdies, òperes, ballets a les seves terres i províncies, Masckeradhen, Redutten es mantenen". | » |

– Friedrich Wilhelm

## Recepció
Una novel·la i diverses pel·lícules tracten fragments de la vida de Friedrich Wilhelm. Jochen Klepper va publicar la novel·la biogràfica Der Vater (El Pare), el 1937. En diverses pel·lícules el rei va ser interpretat per actors alemanys molt destacats.
Els dos primers episodis de la producció cinematogràfica en quatre parts Fridericus Rex (1921/22) tracten el conflicte entre el rei prussià i el seu fill Friedrich. Aquí Friedrich Wilhelm és retratat per Albert Steinrück. El guanyador de l'Oscar Emil Jannings va assumir el paper a la pel·lícula de propaganda de 1935 The Old and the Young King. El 1979, Günter Strack va assumir el paper de la producció televisiva de dues parts The Heir to the Throne. Strack també va interpretar el paper a l'obra de televisió August the Strong de 1984.
Al drama televisiu The King and His Fool de 1981, Götz George va aparèixer davant de la càmera com a Friedrich Wilhelm. La pel·lícula tracta sobre el conflicte entre el rei prussià i Jacob Paul von Gundling, que va ser degradat de professor a bufó de la cort pel rei i va morir com a resultat.

## Castells del rei
Frederic Guillem I, va seguir sent l'únic monarca prussià que mai va construir un gran palau. Les úniques excepcions a això eren petites cases de caça que servien la seva passió militar, com ara: B. el pavelló de caça de Stern. Va tenir aturades totes les mesures i projectes de construcció del seu predecessor, vegeu "Unfriedtbau" a Königsberg. Poques vegades feia servir edificis representatius, com el palau de Charlottenburg, però els feia escalfar a l'hivern per evitar danys estructurals. Va fer vendre o vendre l'inventari altres palaus, vegeu Potsdam City Palace o la Sala Amber. Va heretar del seu pare el castell de Königs Wusterhausen. El que cal destacar en aquest context és que també va adquirir castells: el castell de Rheinsberg, que va regalar al seu fill Friedrich per la seva lleialtat, i el castell de Kossenblatt, que va viure en ell mateix i moblat al seu gust.

## Monument a Siegesallee
L'any 1900, l'escultor Rudolf Siemering va dissenyar el grup de monuments 27 per a l'antiga Siegesallee de Berlín, que sovint es ridiculitzava com un "carrer de nines", amb una estàtua de Friedrich Wilhelm com a personatge principal. Siemering va crear tres esbossos per a la figura. Amb dos esbossos que mostraven el rei amb una capa, Siemering va intentar allunyar-se de l'etiqueta de rei soldat. El tercer el va mostrar, segons l'etiqueta, amb un abric de soldat. El kaiser Guillem II, que va encarregar la Monumentalallee, va encarregar que s'executés aquest disseny. La figura realitzada representa Friedrich Wilhelm I com, d'una banda, una figura tosca de caràcter senzill i enèrgic, que es manté ferm i amb les cames separades en polaines de botons. La plenitud del cos del rei soldat no s'amagava en la figura, sinó més aviat "emfatitzada d'una manera quasi grotesca per la jaqueta que s'obre l'estómac i la cintura profunda". D'altra banda, la figura expressa la contradictoria personalitat del rei a grans trets. Un tret patern emergeix del seu rostre. Accessoris com un bastó, un feix de fitxes a terra i els fulls de la prestatgeria col·locats darrere de la figura com a suport subratllen aquesta identificació d'un regent prudent i estalviador.
Els bustos del ministre Heinrich Rüdiger von Ilgen i de l'antic Dessauer Leopold von Anhalt-Dessau van ser assignats a l'estàtua com a figures secundàries. La presentació del grup va tenir lloc el 22 de desembre de 1900. El monument s'ha conservat amb danys com parts trencades i s'ha conservat a la Ciutadella de Spandau juntament amb altres estàtues de Siegesallee des del maig de 2009.

## Casament i descendència

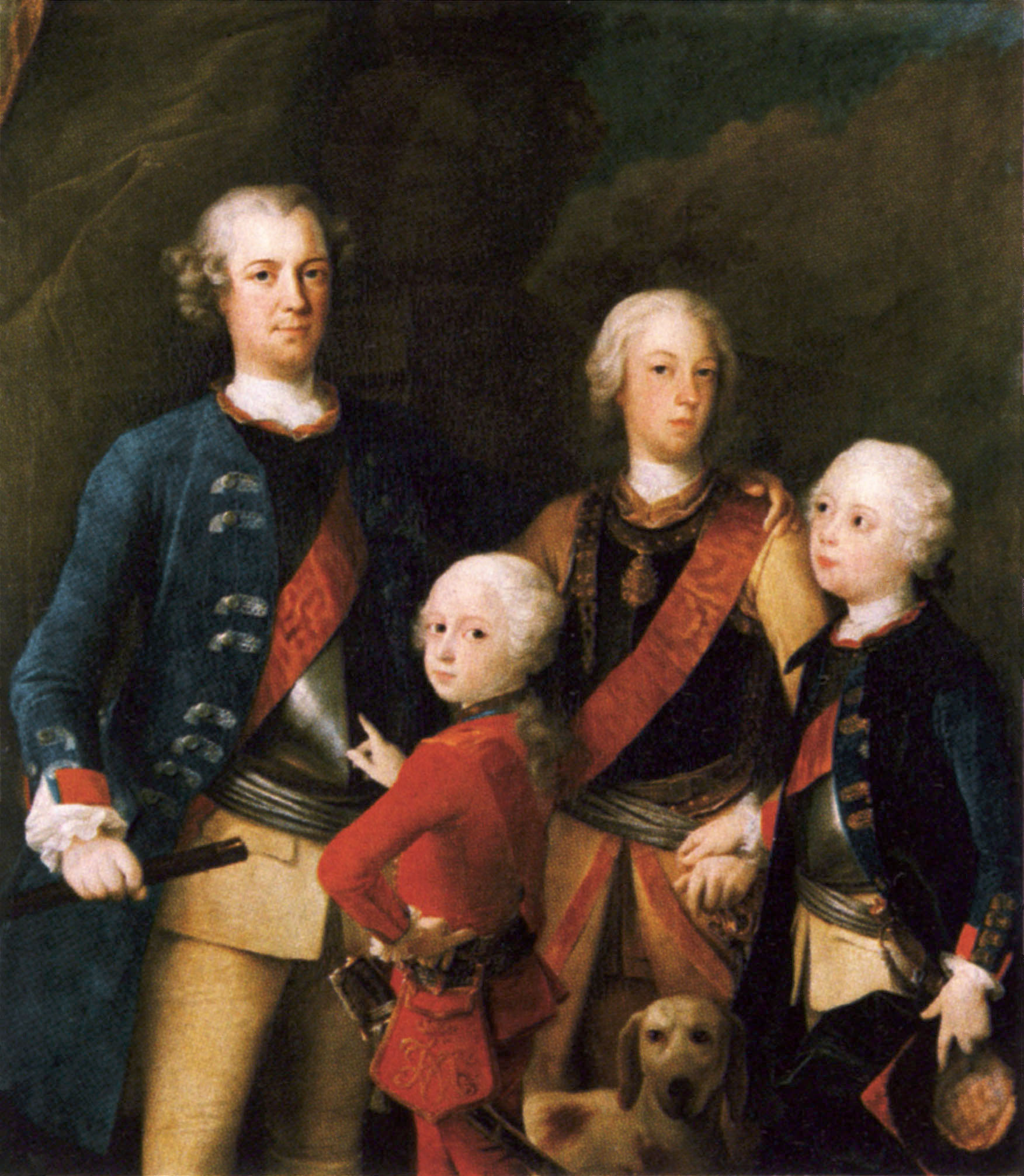
Els fills de Friedrich Wilhelm I i Sophie Dorothea cap al 1737, des de l'esquerra: Friedrich, August Ferdinand, August Wilhelm, Heinrich (atribuït a Georg Lisiewski)

Casat amb la princesa Sofia Dorotea de Hannover, filla del rei Jordi I del Regne Unit i de la princesa Sofia de Celle. Tingueren deu fills en comú:
- Guillemina de Prússia nascuda a Berlín el 1709 i morta a Bayreuth el 1758. Es casà amb el marcgravi Frederic de Brandenburg-Bayreuth el 1735.

- Frederic II de Prússia nascut a Berlín el 1712 i mort a Potsdam el 1786. Es casà amb primeres núpcies amb la princesa Elisabet Cristina de Brunsvic-Bevern.

- Frederica Lluïsa de Prússia nascuda a Berlín el 1714 i morta a Ansbach el 1794. Es casà amb el marcgravi Carles de Bransdenburg-Ansbach el 1726.

- Felipa Carlota de Prússia nascuda a Berlín el 1716 i morta a Wolfenbüttel el 1801. Es casà amb el duc Carles I de Brunsvic-Wolfenbüttel el 1733.

- Sofia Dorotea de Prússia nascuda a Berlín el 1719 i morta el 1765. Es casà amb el marcgravi Frederic Guillem de Brandenburg-Schwedt el 1734.

- Lluïsa Ulrica de Prússia, nascuda a Berlín el 1720 i morta a Estocolm el 1782. Es casà amb el rei Adolf Frederic I de Suècia.

- August Guillem de Prússia nascut a Berlín el 1722 i mort a Potsdam el 1758. Es casà amb la princesa Lluïsa de Brunsvic-Wolfenbüttel el 1744. El seu fill és el rei Frederic Guillem II de Prússia.

- Anna Amàlia de Prússia nascuda a Berlín el 1723 i morta a Quedlinburg el 1785. Es casà en secret amb el baró Frederic von der Trech.

- Enric de Prússia nascut a Berlín el 1726 i mort a Rheinsberg el 1802. Es casà amb la princesa Guillemina de Hessen-Kassel el 1752.

- Ferran de Prússia nascut a Berlín el 1730 i mort el 1813. Es casà amb la princesa Lluïsa de Brandenburg-Schwedt el 1755.